# Мечетина, Екатерина Васильевна
Екатерина Васильевна Мечетина (род. 16 сентября 1978, Москва, СССР) — российская пианистка, педагог. Солистка Московской государственной филармонии. Заслуженная артистка Российской Федерации (2018). Лауреат Премии Президента Российской Федерации (2011).

## Биография
Екатерина Мечетина родилась в семье музыкантов. Отец — Мечетин Василий Серафимович, виолончелист, артист оркестра МГАСО под управлением Павла Когана, преподаватель виолончели в АМК при МГК имени П. И. Чайковского. Мать — Мечетина (в девичестве — Зубова) Ольга Евгеньевна, преподаватель фортепиано в том же колледже при консерватории. 
Екатерина начала играть в 4 года. В 5 лет впервые выступила на сцене. В 10 лет состоялся первый концерт в зале Центральной музыкальной школы. В 1991 году — первое турне по городам Японии, состоявшее из 15 сольных концертов.
Окончила Центральную музыкальную школу при Московской консерватории (класс Т. Л. Колосс, окончила с отличием), затем Московскую консерваторию (класс доцента В. П. Овчинникова). В 2004 году закончила обучение в аспирантуре под руководством Сергея Леонидовича Доренского.
В 1989 году Екатерина стала обладательницей Гран-при на конкурсе «Премия Моцарта» в Вероне.
В 1992 году стала лауреатом второй премии на 1-м юношеском конкурсе пианистов им. Ф. Шопена в Москве.
1995 год — лауреат 47-го Международного конкурса им. Ф. Бузони (Италия).
1999 год — 2-я премия на 17-м Международном конкурсе г. Эпиналь, Франция.
2002 год — 2-я премия на Международном конкурсе им. Дж. Виотти (Италия, г. Верчелли).
2003 год — 1-я премия на Международном конкурсе в г. Пинероло (2003, Италия).
2004 год — Золотая медаль и 1-я премия на Всемирном конкурсе пианистов (США, г. Цинциннати).
В годы учебы являлась стипендиатом Фонда В. Спивакова и Фонда М. Ростроповича. Проходила стажировку в Париже по приглашению маэстро М. Ростроповича.
В 2005 году на бельгийском лейбле «Fuga Libera» был издан альбом Екатерины Мечетиной с записью произведений Рахманинова.
В 2008, 2009 и 2010 годах Екатерина Мечетина была членом жюри конкурса «Щелкунчик».
С 2009 года пианистка принимает участие в ежегодном международном музыкальном фестивале «Crescendo».
25 июня 2011 года Президент РФ Дмитрий Анатольевич Медведев подписал Указ о присуждении премий Президента для молодых деятелей культуры 2010 года. В числе прочих Екатерине Мечетиной было присуждено почётное звание лауреата этой премии.
21 июля 2011 года был объявлен новый состав Совета при Президенте РФ по культуре и искусству. В число участников совета вошла и Екатерина Мечетина.
В сентябре 2011 года Екатерина приняла участие в фестивале «Звёзды на Байкале», организуемом Денисом Мацуевым. Она выступала не только как пианистка, но и как ведущая.
С 2013 года Екатерина Мечетина — президент Международного молодежного фестиваля искусств «Зеленый шум», который ежегодно проходит в Сургуте.
11 октября 2016 года Президент Международного союза музыкальных деятелей (творческий союз МСМД), ректор Московской государственной консерватории имени П. И. Чайковского Александр Соколов наградил Екатерину Мечетину медалью "Заслуженный деятель музыкального искусства".
В 2017 году стала лауреатом Международного культурного фестиваля «Русский Рим», который проходил в Риме в Палаццо Поли.
Сейчас Екатерина дает около 60 концертов в год. Выступает с сольными концертами, а также в качестве солистки с «Виртуозами Москвы», Национальным филармоническим оркестром России, Российским национальным оркестром.
За все время концертной деятельности выступила не менее, чем в 40 странах мира.
Среди дирижёров, с которыми выступала пианистка, — М. Ростропович, В. Спиваков, В. Федосеев, С. Сондецкис, Ю. Симонов, П. Коган, В. Понькин, Д. Лисс, В. Альтшулер, М. Венгеров, К. Орбелян, Д. Ситковецкий, А. Сладковский, Г. Ринкявичюс, А. Скульский, Ф. Глущенко, А. Слуцкий, Л. Фостер, К. Бадеа, Б. Дуглас, П. Манн, Ф. Мастранжело, М. Эклунд и др.

### Личности, повлиявшие на творческую судьбу
Личности, которые, по мнению Екатерины, в наибольшей степени повлияли на её творческую карьеру,— это Владимир Спиваков, Родион Щедрин и Мстислав Ростропович. Родион Щедрин доверил первое исполнение своего шестого концерта именно Екатерине Мечетиной.

### Об увлечениях
Екатерина Мечетина, помимо музыки, увлекается горными лыжами.
Екатерина говорила, что несколько раз каталась на горных лыжах, но после получения травмы, решила, что этот спорт не для неё и так рисковать более не следует. Ей пришлось отменить несколько концертов.
Любит кошек.

### Общественная деятельность
В 2011 году Екатерина Мечетина вошла в состав Совета при президенте России по культуре и искусству и с 2014 года состоит в президиуме Совета.
Была доверенным лицом Владимира Владимировича Путина, избранного Президентом России на выборах 2012 года, в тот момент кандидата на этот пост. В 2018 году также была его доверенным лицом.
В марте 2014 года поддержала аннексию Крыма, подписав коллективное письмо президенту России Владимиру Путину. В 2022 году поддержала российское вторжение на Украину

## Дискография
- 2016 — «Пробуждённая радость», концерт-спектакль совместно с Вячеславом Бутусовым.
- 2020 — Chiaroscuro, инструментальный альбом, совместно с Вячеславом Бутусовым.[17]